# Piotr Sedov
Pour les articles homonymes, voir Sedov.
Piotr Nikolaïevitch Sedov - en russe : Пётр Никола́евич Седов et en anglais : Petr Sedov - (né le 24 août 1990 dans l'Oblast de Nijni Novgorod en République socialiste fédérative soviétique de Russie) est un fondeur russe.

## Biographie
Il a remporté cinq tires aux Championnats du monde junior en 2009 et 2010.
Il débute en Coupe du monde en mars 2009 à Lahti, où il se classe dixième du quinze kilomètres libre.
En 2010, il participe aux Jeux olympiques de Vancouver.
Lors de la saison 2010-2011, il obtient trois podiums en relais dont une victoire à Rybinsk. Il aussi auteur de plusieurs tops 10 en individuel dont une cinquième place et la huitième place finale du Nordic Opening.
Lors des Finales 2012, il est l'auteur du meilleur temps sur la poursuite quinze kilomètres, le propulsant au cinquième rang final.
Les saisons suivantes sont plus délicates pour lui, Sedov marquant peu de points en Coupe du monde.
Sa sœur Anastasia est aussi une fondeuse de haut niveau.
Son père Nikolaï est un entraîneur de ski de fond s'étant occupé de l'équipe russe féminine.

## Palmarès

### Jeux olympiques d'hiver
| Épreuve / Édition | Vancouver 2010 |
| Sprint            |                |
| 15 km             | 26e            |
| 50 km             | 24e            |
| Relais            | 8e             |

### Championnats du monde
- Oslo 2011 : 21e du 30 km poursuite.

### Coupe du monde
- Meilleur classement général : 20e en 2011.
- Meilleur classement en distance : 13e en 2011.
- Classement annuel : 112e en 2009, 118e en 2010, 20e en 2011, 24e en 2012, 105e en 2014.
- 1 podium individuel : 1 victoire.
- 3 podiums en épreuves par équipes dont 1 victoire.
- 1 victoire lors d'une étape de Coupe du monde lors des finales de Falun en 2012 (15 km avec handicap).

#### Détail des victoires individuelles
| Épreuve / Édition | Sprint | Sprint    | 15 km | 15 km     | Poursuite 2 × 15 km | 30 km | 30 km     | 50 km | Tour de ski ou Finales ou Nordic Opening |
| Épreuve / Édition | libre  | classique | libre | classique | Poursuite 2 × 15 km | libre | classique | 50 km | Tour de ski ou Finales ou Nordic Opening |
| 2016-17           |        |           |       |           | Pyeongchang         |       |           |       |                                          |

### Championnats du monde junior
| Épreuve / Édition                 | 10 km libre   | 10 km classique    | 20 km             | Relais            |
| Mondiaux 2008 Malles, Val Venosta |               | 7e                 | Médaille d'argent | Médaille d'or     |
| Mondiaux 2009 Praz de Lys Sommand | Médaille d'or |                    | Médaille d'or     | Médaille d'or     |
| Mondiaux 2010 Hinterzarten        |               | Médaille de bronze | Médaille d'or     | Médaille d'argent |